# 이승구 (1885년)
이승구(李承九, 일본식 이름: 三島承一미시마 쇼이치, 1885년 7월 1일 ~ 1958년 11월 12일)는 일제강점기의 교육인 겸 관료로, 본적은 황해도 금천군이다.

## 생애
1911년 11월 1일부터 1913년 11월 14일까지 충청남도 온양공립보통학교 부훈도를 역임했으며 1912년 8월 1일 일본 정부로부터 한국 병합 기념장을 받았다. 1913년 12월 8일 황해도 신계군 서기로 임명되었고 황해도 장연군수(1921년 6월 13일 임명)와 황해도 봉산군수(1923년 8월 29일 임명), 황해도 신천군수(1926년 8월 7일 임명)를 역임했다. 황해도 봉산군수 재직 시절인 1924년 4월 내지 시찰단의 일원으로 일본에 잠시 체류하기도 했다.
1927년 9월 8일 황해도 신천삼림조합장으로 임명되었으며 1928년 11월 16일 일본 정부로부터 쇼와 대례 기념장을 받았다. 충청남도 당진군수(1929년 10월 9일 임명)와 충청남도 예산군수(1930년 12월 22일 ~ 1931년 12월 11일)를 역임했고 1930년 4월 17일 일본 정부로부터 훈6등 서보장을 받았다. 1931년 3월 31일 고등관 4등에 서위되었으며 1932년 1월 9일 종5위에 서위되었다.
1933년 5월 17일과 1937년 5월 10일 황해도 민선 도회의원으로 선출되었으며 1941년 5월 황해도 관선 도회의원으로 선출되었다. 1941년 9월 조선임전보국단 발기인을 역임했고 1942년 6월 3일부터 1945년 8월 광복 때까지 조선총독부 중추원 참의를 역임했다. 1943년 10월 1일부터 10월 3일까지 징병제실행감사 적미영격멸결의선양 전조선공직자대회 특별위원과 실행위원을 역임했으며 1945년 5월 12일 조선총독부 경제안정대책위원회 위원으로 임명되었다.
광복 이후인 1949년 8월 반민족행위특별조사위원회에 불구속 송치되기도 했다. 친일파 708인 명단의 중추원 부문, 민족문제연구소의 친일인명사전 수록자 명단의 관료, 중추원 부문, 친일반민족행위진상규명위원회가 발표한 친일반민족행위 705인 명단에 포함되었다.

## 참고자료
- 친일반민족행위진상규명위원회 (2009). 〈이승구〉. 《친일반민족행위진상규명 보고서 Ⅳ-13》. 서울. 368~381쪽.